# Підберезька сільська рада
Підберезька сільська́ ра́да — орган місцевого самоврядування у складі Болехівської міської ради Івано-Франківської області. Адміністративний центр — село Підбережжя.

## Загальні відомості
- Населення ради: 1 385 осіб (станом на 2001 рік)

## Населені пункти
Сільській раді підпорядковані населені пункти:
- с. Підбережжя

## Склад ради
Рада складається з 16 депутатів та голови.
- Голова ради: Романів Надія Василівна
- Секретар ради: Корпан Лідія Степанівна

### Керівний склад попередніх скликань
| ПІБ                     | Основні відомості                                                               | Дата обрання | Дата звільнення |
| ----------------------- | ------------------------------------------------------------------------------- | ------------ | --------------- |
| Романів Надія Василівна | Сільський голова, 1958 року народження, освіта середня спеціальна, позапартійна | 26.03.2006   | 31.10.2010      |
| Романів Надія Василівна | Сільський голова, 1958 року народження, освіта середня спеціальна, позапартійна | 31.10.2010   |                 |

Примітка: таблиця складена за даними джерела

### Депутати
За результатами місцевих виборів 2010 року депутатами ради стали:

#### За суб'єктами висування
| Суб'єкт висування         | Кількість обраних депутатів | %    |
| ------------------------- | --------------------------- | ---- |
| Самовисування             | 8                           | 50   |
| Українська Народна Партія | 6                           | 37,5 |
| Партія «Відродження»      | 1                           | 6,3  |
| Партія регіонів           | 1                           | 6,3  |

#### За округами
| № округу                  | Прізвище, ім'я, по батькові    | Дата визнання обраним | Освіта                    | Партійна приналежність | Відомості про обраного депутата                         |
| ------------------------- | ------------------------------ | --------------------- | ------------------------- | ---------------------- | ------------------------------------------------------- |
| Партія «ВІДРОДЖЕННЯ»      |                                |                       |                           |                        |                                                         |
| 11                        | Дзюринець Андрій Ярославович   | 01.11.2010            | Освіта вища               | позапартійний          | Прилуцький УБР, моторист                                |
| Партія регіонів           |                                |                       |                           |                        |                                                         |
| 5                         | Василенко Лідія Миколаївна     | 01.11.2010            | Освіта вища               | позапартійна           | Підберезька сільська бібліотека, бібліотекар            |
| Українська Народна Партія |                                |                       |                           |                        |                                                         |
| 2                         | Лутчин Марія Василівна         | 01.11.2010            | Освіта вища               | позапартійна           | Підберезька сільська рада, землевпорядник               |
| 6                         | Гуртовський Василь Павлович    | 01.11.2010            | Освіта середня            | позапартійний          | Підберезька загальноосвітня школа, завгосп              |
| 7                         | Войцешко Микола Ілліч          | 01.11.2010            | Освіта середня спеціальна | позапартійний          | Відділ культури Болехівського міськвиконкому, завідувач |
| 9                         | Корпан Лідія Степанівна        | 01.11.2010            | Освіта середня спеціальна | позапартійна           | Підберезька сільська рада, секретар                     |
| 12                        | Варик Наталія Іванівна         | 01.11.2010            | Освіта середня спеціальна | позапартійна           | Підберезька сільська рада, бухгалтер                    |
| 13                        | Микитин Михайло Ярославович    | 01.11.2010            | Освіта середня            | позапартійний          | НГВУ Долинанафтогаз, оператор                           |
| Самовисування             |                                |                       |                           |                        |                                                         |
| 1                         | Боднар Микола Зіновійович      | 01.11.2010            | Освіта вища               | позапартійний          | Долинський РВУМВС, інспектор патрульної служби          |
| 3                         | Олексин Василь Любомирович     | 01.11.2010            | Освіта вища               | позапартійний          | Долина НГВУ, оператор                                   |
| 4                         | Корпан Андрій Ярославович      | 01.11.2010            | Освіта незакінчена вища   | позапартійний          | Львівська фінансова коперативна академія, студент       |
| 8                         | Рак Микола Данилович           | 01.11.2010            | Освіта вища               | позапартійний          | Волинський РВУМВС, опер ВДСБЕЗ                          |
| 10                        | Корпан Василь Ігорович         | 01.11.2010            | Освіта середня            | позапартійний          | тимчасово не працює                                     |
| 14                        | Дзюринець Микола Володимирович | 01.11.2010            | Освіта вища               | позапартійний          | НГВУ Долинанафтогаз, водій                              |
| 15                        | Матіїв Василь Федорович        | 01.11.2010            | Освіта вища               | позапартійний          | НГВУ Долинанафтогаз, електро монтер                     |
| 16                        | Корпан Володимир Васильович    | 01.11.2010            | Освіта середня            | позапартійний          | НГВУ Долинанафтогаз, слюсар                             |